# Natalja Martynowa
Natalja Siegiejewna Martynowa (ros. Наталья Сергеевна Мартынова; ur. 19 listopada 1970 w Irkucku) – rosyjska biegaczka narciarska i biathlonistka, dwukrotna medalistka mistrzostw Europy.
W Pucharze Świata w biegach narciarskich zadebiutowała 9 lutego 1992 roku w Albertville, zajmując dwunaste miejsce w biegu na 15 km. Tym samym już w swoim debiucie zdobyła pierwsze pucharowe punkty. Na podium zawodów tego cyklu jedyny raz stanęła 15 stycznia 1994 roku w Oslo, gdzie rywalizację w biegu na 15 km stylem dowolnym ukończyła na trzeciej pozycji. W zawodach tych wyprzedziły ją jedynie jej rodaczka Lubow Jegorowa i Włoszka Manuela Di Centa. Było to jej jedyne podium w zawodach tego cyklu. Najlepsze wyniki osiągnęła w sezonie 1994/1995, kiedy zajęła 16. miejsce w klasyfikacji generalnej.
W 1992 roku wzięła udział w igrzyskach olimpijskich w Albertville, gdzie była dwunasta w biegu na 15 km techniką klasyczną. Na rozgrywanych dwa lata później igrzyskach w Lillehammer zajęła 23. miejsce na dystansie 30 km. Wystąpiła też na mistrzostwach świata w Thunder Bay w 1995 roku, gdzie zajęła 28. miejsce w biegu na 15 km klasykiem.
W drugiej połowie lat 90' startowała też w biathlonie. Jedyne punkty w Pucharze Świata w biathlonie zdobyła 6 grudnia 1997 roku w Lillehammer, gdzie zajęła 36. miejsce w sprincie. W klasyfikacji generalnej sezonu 1997/1998 zajęła ostatecznie 85. miejsce. W 1997 roku wystartowała na mistrzostwach Europy w Windischgarsten, gdzie zdobyła złoty medal w sztafecie i srebrny w sprincie.

## Osiągnięcia w biegach

### Igrzyska olimpijskie
| Miejsce | Dzień     | Rok  | Miejscowość | Konkurencja             | Czas biegu | Strata  | Zwyciężczyni     |
| ------- | --------- | ---- | ----------- | ----------------------- | ---------- | ------- | ---------------- |
| 12.     | 9 lutego  | 1992 | Albertville | 15 km stylem klasycznym | 42:20,8    | +2:55,3 | Lubow Jegorowa   |
| 23.     | 24 lutego | 1994 | Lillehammer | 30 km stylem klasycznym | 1:25:41,6  | +6:17,8 | Manuela Di Centa |

### Mistrzostwa świata
| Miejsce | Dzień    | Rok  | Miejscowość | Konkurencja             | Czas biegu | Strata  | Zwyciężczyni    |
| ------- | -------- | ---- | ----------- | ----------------------- | ---------- | ------- | --------------- |
| 28.     | 10 marca | 1995 | Thunder Bay | 15 km stylem klasycznym | 41:27,5    | +4:17,3 | Łarisa Łazutina |

### Puchar Świata

#### Miejsca w klasyfikacji generalnej
- sezon 1991/1992: 40.
- sezon 1992/1993: 53.
- sezon 1993/1994: 18.
- sezon 1994/1995: 16.
- sezon 1995/1996: 51.
- sezon 1997/1998: 48.

#### Miejsca na podium
| Nr | Dzień       | Rok  | Miejscowość | Konkurencja           | Czas biegu | Miejsce | Strata | Zwyciężczyni   |
| -- | ----------- | ---- | ----------- | --------------------- | ---------- | ------- | ------ | -------------- |
| 1. | 15 stycznia | 1994 | Oslo        | 15 km stylem dowolnym | 41:16,2    | 3.      | +48,3  | Lubow Jegorowa |

## Osiągnięcia w biathlonie

### Mistrzostwa Europy
| Rok  | Miejscowość     | Konkurencje | Konkurencje | Konkurencje | Konkurencje | Konkurencje | Konkurencje | Konkurencje |
| Rok  | Miejscowość     | IN          | SP          | PU          | MS          | RL          | MR          | SR          |
| ---- | --------------- | ----------- | ----------- | ----------- | ----------- | ----------- | ----------- | ----------- |
| 1997 | Windischgarsten | nd.         | 2.          | nd.         | nd.         | 1.          | nd.         | –           |

#### Miejsca w klasyfikacji generalnej
| Sezon     | Miejsce |
| --------- | ------- |
| 1997/1998 | 85.     |